# الجمعية المصرية لرعاية حقوق الحيوان
الجمعية المصرية لرعاية حقوق الحيوان (بالإنجليزية: Society for Protection of Animal Rights in Egypt)‏ ، هي جمعية للرفق بالحيوان انشأتها أمينة اباظة عام 2001 بواسطة المدافعة عن حقوق الحيوان .

## الأهداف
- التوعية بمناهضة المعاملات الوحشية لللحيوانات
- العمل كصوت مدافع عن حقوق الحيوان في المجتمع المصرى
- توفير مساكن دائمة للحيوانات
- استضافة وايواء الحيوانات المشردة

## وصلات خارجية
- S.P.A.R.E. الموقع الرسمي
- S.P.A.R.E. الصفحة الرسمية على الفيسبووك  على فيسبوك.